# Pińczów (città)
Pińczów è una città del Voivodato della Santacroce, sede del Distretto di Pińczów, così come comune urbano-rurale Pińczów. Negli anni 1975-1998 la città amministrativamente apparteneva al Voivodato di Kielce.
Al 31 dicembre 2010 la città contava 11.303 abitanti.
Nel 1586 la città venne acquistata dal vescovo di Cracovia Piotr Myszkowski. Gli eredi del vescovo, Zygmunt Myszkowski e Piotr Myszkowscy, nel 1597, vennero adottati dal duca di Mantova Vincenzo I Gonzaga. Myszkowscy adottarono lo stemma e cognome Gonzaga. Papa Clemente VIII diede loro il titolo di "Marchese di Mirow". Questo titolo era collegato con il castello in Książ Wielki.

## Amministrazione

### Gemellaggi
- Bystřice
- Svodín
- Tata